# El Frasno

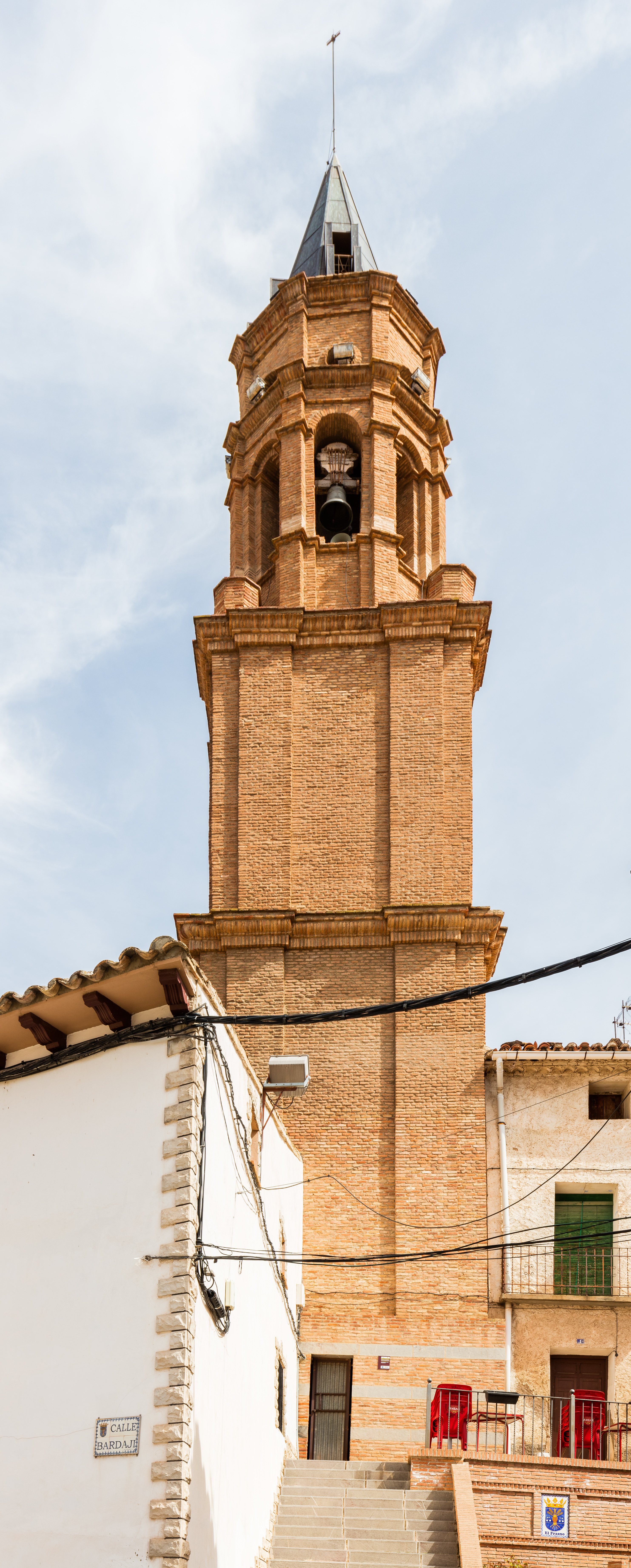
Torre, El Frasno.

El Frasno es un municipio de España, en la comarca Comunidad de Calatayud, provincia de Zaragoza, comunidad autónoma de Aragón. Tiene un área de 48,53 km² con una población de 363 habitantes (INE 2023) y una densidad de 7,46 hab/km².
Enclavada en la Sierra de Vicor. A sus pies pasa la autovía A-2, vía en la que posee salida propia. Además, tanto por el núcleo de El Frasno, como por su pedanía de Aluenda, discurren tramos sin alterar de la antigua Nacional II. Por este barrio rural de Aluenda, asimismo, continúa la autovía A-2 en sentido Madrid y se dispone de dos accesos para llegar a la casi despoblada pedanía a través del nombrado tramo de la antigua N-II. 
En su término municipal se encuentra Escuadrón de Vigilancia Aérea n.º 1 (EVA 1) del Ejército del Aire y del Espacio Español, concretamente en el Pico de La Nevera.

## Geografía
Está integrado en la comarca de Calatayud y se localiza a 69 kilómetros de la capital provincial. Su término municipal está atravesado por la Autovía del Nordeste entre los pK 247 y 257, pasando por el puerto del Frasno (785 metros) y llegando hasta el puerto de Morata (708 metros). 
El pueblo se encuentra en una hondanada a los pies del puerto del Frasno, a 682 metros sobre el nivel del mar. Por su territorio se extiende parte de la Sierra de Vicor, que alcanza alturas por el sursudoeste cercanas a los 1400 metros entre numerosos barrancos. Por el norte el terreno es menos montañoso, llegando a los 900 metros en Sierra Valdona. 
| Noroeste: Paracuellos de la Ribera, Sabiñán | Norte: Chodes (exclave), Morata de Jalón | Noreste: Morata de Jalón    |
| Oeste: Calatayud, Paracuellos de la Ribera  |                                          | Este: Morata de Jalón       |
| Suroeste: Calatayud, Sediles                | Sur: Belmonte de Gracián                 | Sureste: Santa Cruz de Grío |

## Demografía
El Frasno cuenta con una población de 361 habitantes (INE 2024).
| Gráfica de evolución demográfica de El Frasno entre 1842 y 2021 |
| |
| Población de derecho según los censos de población del INE Población de hecho según los censos de población del INEEntre el censo de 1857 y el anterior, crece el término del municipio porque incorpora a 505002 (Aluenda) Entre el censo de 1981 y el anterior, crece el término del municipio porque incorpora a 50127 (Inogés) |

## Administración y política

### Gobierno municipal
| Período   | Alcalde                       | Partido     |  |
| --------- | ----------------------------- | ----------- |  |
| 1979-1983 | Enrique Gimeno Hernández-Bona | PAR         |  |
| 1983-1987 |                               |             |  |
| 1987-1991 |                               |             |  |
| 1991-1995 |                               |             |  |
| 1995-1999 | M. Carmen Carnicer Parra      | PP          |  |
| 1999-2003 | Mariano Vicén Melús           | PAR         |  |
| 2003-2007 | Mariano Vicén Melús           | PAR         |  |
| 2007-2011 | Aurelio Pablo Melús           | PSOE-Aragón |  |
| 2011-2015 | Aurelio Pablo Melús           | PSOE-Aragón |  |
| 2015-2019 | Raquel Naranjo García         | PSOE-Aragón |  |
| 2019-2023 | Raquel Naranjo García         | PSOE-Aragón |  |
| 2023--    | Julián Vicén Carnicer         | PP          |  |

| Partido político    | Partido político                                   | 2003   | 2007   | 2011   | 2015   | 2019   | 2023   |
| Partido político    | Partido político                                   | Ediles | Ediles | Ediles | Ediles | Ediles | Ediles |
|                     | Partido de los Socialistas de Aragón (PSOE-Aragón) | 2      | 5      | 6      | 5      | 4      | 3      |
|                     | Partido Popular de Aragón (PP)                     | 2      | 1      | 1      | 2      | 3      | 4      |
|                     | Partido Aragonés (PAR)                             | 3      | 1      | —      | —      | —      | —      |
|                     | Chunta Aragonesista (CHA)                          | —      | —      | —      | —      | —      | —      |
| Total de concejales | Total de concejales                                | 7      | 7      | 7      | 7      | 7      | 7      |

### Organización territorial
Además del núcleo principal de población de El Frasno, en el término municipal se encuentran las localidades de Inogés, Aluenda y Pietas.